# Audi Q9
Audi Q9 — спортивный кроссовер от немецкого производителя автомобилей Audi. Концепт Audi Q9 был представлен публике в 2021 году.

## Дизайн
В отличие от Audi Q7, автомобиль Audi Q9 имеет колёсные арки угловатой формы, укороченный капот и поднимающуюся назад подвесную линию. Модель оснащена восьмицилиндровым двигателем внутреннего сгорания объёмом 4 литра, мощностью 600 л. с., с двойным турбонаддувом. Вместо оптики автомобиль имеет светодиодные ДХО. Опционально присутствует третий ряд сидений. Модель базируется на платформе Volkswagen Group MLB.